# Winthemia erythrura
Winthemia erythrura är en tvåvingeart som först beskrevs av Johann Wilhelm Meigen 1838.  Winthemia erythrura ingår i släktet Winthemia och familjen parasitflugor. Arten är reproducerande i Sverige. Inga underarter finns listade i Catalogue of Life.